# City of Angels
City of Angels är en låt av rockbandet 30 Seconds to Mars från albumet Love, Lust, Faith and Dreams som släpptes 2013.